# Victor Ramos
Victor Ramos (ur. 14 kwietnia 1970 w Bobonaro) – timorski bokser. Jeden z pierwszych olimpijczyków z Timoru Wschodniego.
Wystąpił na igrzyskach olimpijskich w Sydney w 2000 roku jako Niezależny Sportowiec Olimpijski (był również chorążym reprezentacji). Przed igrzyskami trenował w trudnych warunkach. W turnieju olimpijskim zajął 17. miejsce. Ponadto zdobył brązowy medal w 1997 na Igrzyskach Azji Południowo-Wschodniej.